# Rödhuvad barbett
Rödhuvad barbett (Eubucco bourcierii) är en fågel i familjen amerikanska barbetter inom ordningen hackspettartade fåglar.

## Utseende
Rödhuvad barbett är en omisskännlig fågel med lysande rött huvud, grön rygg, gul buk och en kraftig gul näbb. Kroppen är oval, med stort huvud och stor stjärt. Honan kan likna andra barbetter i Sydamerika, men har karakteristisk huvudteckning med blå kind, orange halssida och svart panna. 

## Utbredning och systematik
Rödhuvad barbett delas in i sex underarter:
- Eubucco bourcierii salvini – förekommer i höglandsområden i Costa Rica och västra Panama
- Eubucco bourcierii anomalus – förekommer i östra Panama och eventuellt angränsande nordvästra Colombia
- Eubucco bourcierii occidentalis – förekommer i västra Anderna i Colombia
- Eubucco bourcierii bourcierii – förekommer i Anderna från centrala Colombia till västra Venezuela
- Eubucco bourcierii aequatorialis – förekommer i kustnära berg och västra Anderna i Ecuador
- Eubucco bourcierii orientalis – förekommer i östra Anderna i Ecuador och norra Peru (Cajamarca och Amazonas)

## Levnadssätt
Rödhuvad barbett ses i par, ofta som en del av kringvandrande artblandade flockar i trädtaket. Ibland kan den ses besöka fruktmatningar.

## Status och hot
Arten har ett stort utbredningsområde, men tros minska i antal, dock inte tillräckligt kraftigt för att den ska betraktas som hotad. Internationella naturvårdsunionen IUCN listar arten som livskraftig (LC). Beståndet uppskattas till i storleksordningen en halv miljon till fem miljoner vuxna individer.

## Namn
Fågelns vetenskapliga artnamn hedrar Claude-Marie Jules Bourcier (1797-1873), fransk generalkonsul i Ecuador 1849-1850 samt naturforskare och samlare av specimen specialiserad på kolibrier.

## Bildgalleri

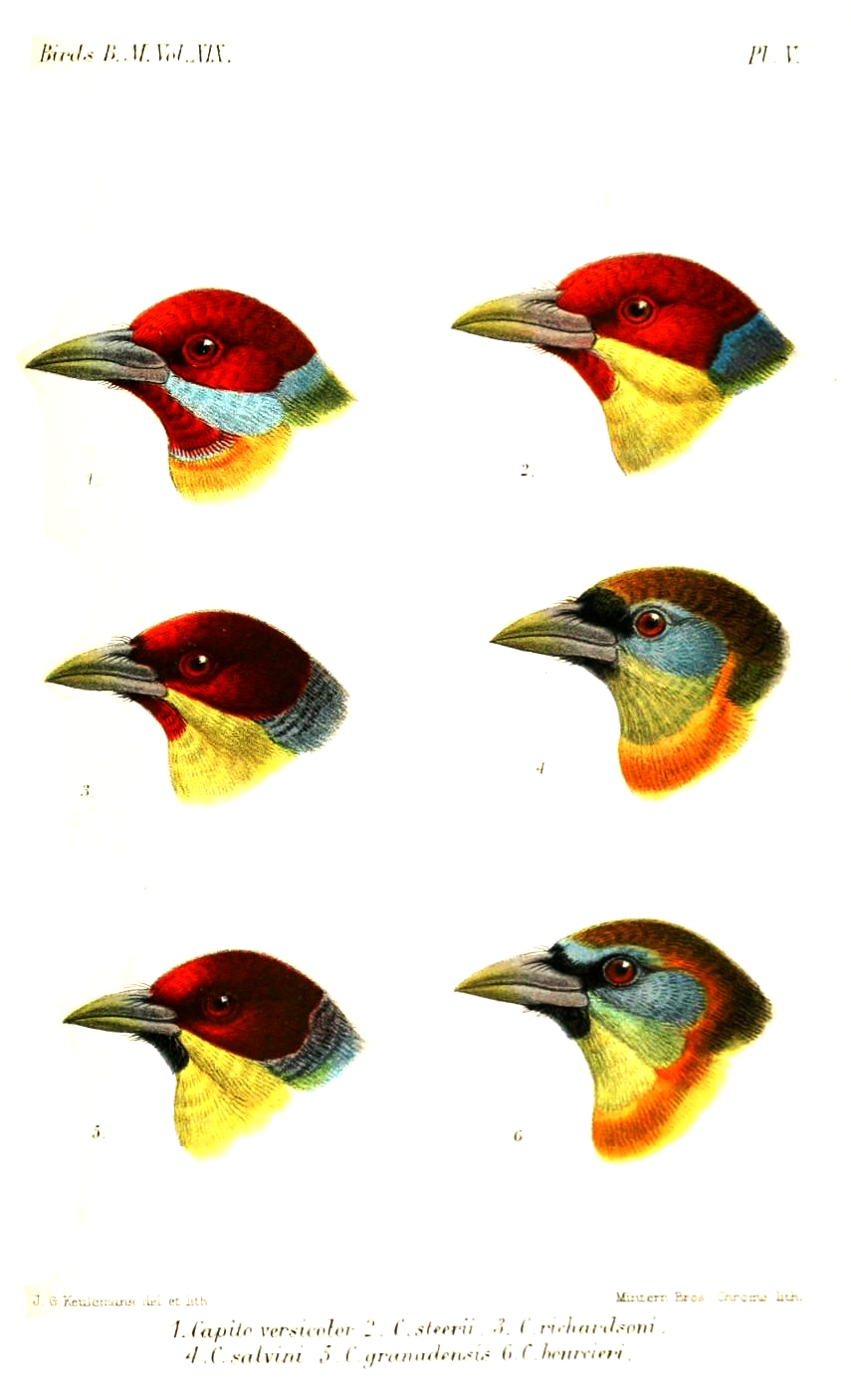
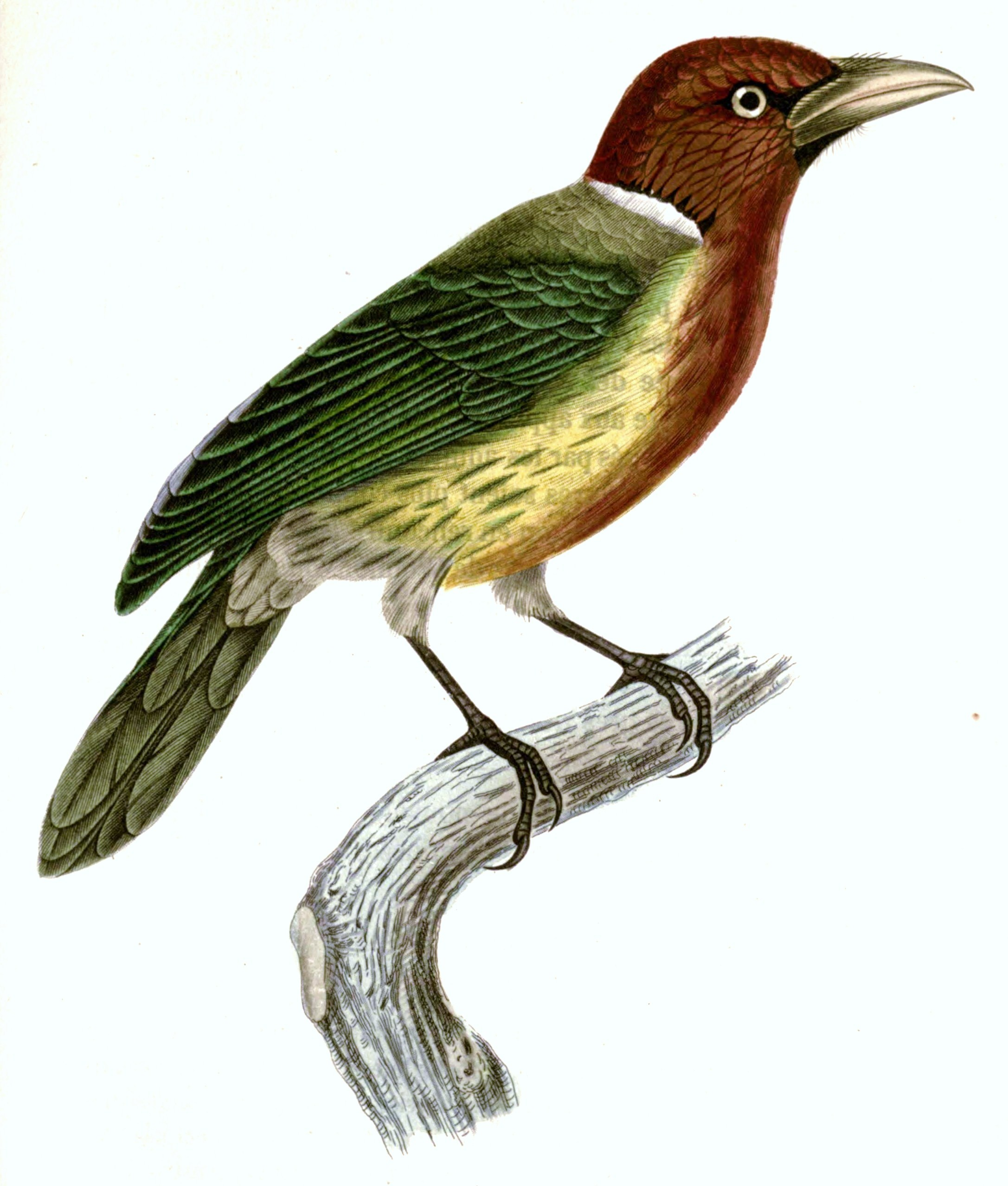
Hane
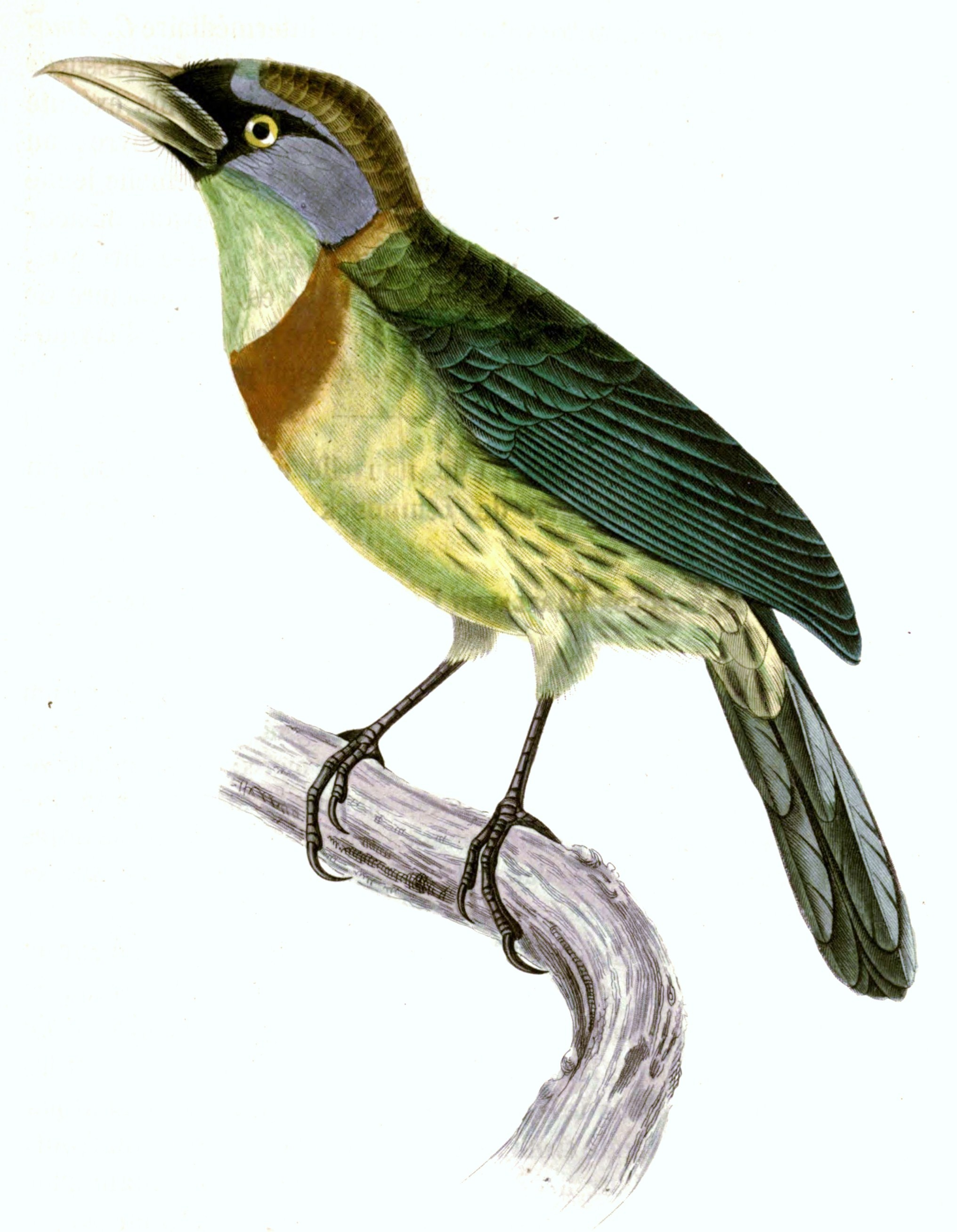
Hona